# Syndicat des travailleuses et travailleurs d’Amazon Laval–CSN
Le Syndicat des travailleuses et travailleurs d’Amazon Laval–CSN (STTAL–CSN) est un syndicat regroupant les travailleuses et les travailleurs du centre de livraison DXT4 du géant du commerce en ligne Amazon, à Laval, Québec. Il est affilié à la Confédération des Syndicats Nationaux (CSN).
Le STTAL–CSN est le premier syndicat à être accrédité dans un entrepôt Amazon au Canada et le deuxième en Amérique du Nord, suivant l'accréditation de l'Amazon Labor Union de l'entrepôt JFK8 à Staten Island.

## Historique

### Campagne de syndicalisation
Les premières initiatives visant à syndiquer les entrepôts d'Amazon dans la région métropolitaine de Montréal ont été entreprises par la Confédération des syndicats nationaux (CSN) au début de l'année 2022. Les informations disponibles dans les années qui suivent demeurent limitées, mais en février 2024, il est révélé que la CSN a engagé des poursuites contre Amazon devant le Tribunal administratif du travail du Québec (TAT), alléguant des pratiques antisyndicales de la part de l'entreprise.
En 19 avril 2024, le STTAL–CSN dépose une requête en accréditation au TAT, affirmant qu'une majorité des travailleurs avaient signé une carte de membre, exprimant ainsi leur volonté de se syndiquer,,.

### Reconnaissance
Le 13 mai 2024, le Tribunal administratif du travail a officiellement reconnu l'accréditation du syndicat. Cependant, dans une démarche concomitante, Amazon a annoncé son intention de contester l'article 28 du Code du travail du Québec, lequel autorise l'accréditation syndicale dès lors qu'un nombre de cartes d'adhésion représentant plus de 50% des travailleurs de l'unité a été déposé.

## Conditions de travail dans l'entrepôt
Les conditions de travail chez Amazon sont l'objet de controverses, soulevées notamment par les militants de la Confédération des syndicats nationaux (CSN) ayant participé à la campagne de syndicalisation dans le Grand Montréal. Des travailleurs rapportent également de nombreux problèmes, notamment une surveillance étroite, des cadences de travail oppressantes et des obstacles à la déclaration des blessures.

### Surveillance et déshumanisation
Selon le témoignage de deux travailleurs des entrepôts du géant du commerce en ligne, les employés d'Amazon sont soumis à une surveillance intensive via des appareils électroniques, dictant leurs tâches à la seconde près. Des lumières guident également leur mouvement dans l'entrepôt, tandis que la cadence de travail est rigoureusement calculée pour maximiser l'efficacité.
Ils décrivent leur expérience comme étant déshumanisée, se sentant comme de simples extensions des machines.

### Précarité de l'emploi et taux élevé de blessures
Les employés d'Amazon ont signalé un taux élevé de blessures liées au travail, attribué aux conditions rigoureuses et à la pression pour maintenir des cadences élevées. Malgré cela, Amazon aurait découragé des employés de signaler ces blessures à la Commission des normes du travail, et certains travailleurs auraient été renvoyés sans motif après avoir tenté de le faire.

### Obstacles à la syndicalisation
Les travailleurs tentant de former un syndicat dans les entrepôts d'Amazon se heurteraient à des obstacles importants. Des militants de la CSN affirment que des tactiques d'intimidation, de harcèlement et de suspension sont utilisées par Amazon pour entraver les efforts de syndicalisation.

### Réponse d'Amazon
Amazon Canada a réfuté ces allégations, affirmant avoir réalisé des progrès en matière de sécurité et soutenant qu'elle encourage activement les employés à signaler les incidents. La société nie avoir découragé la déclaration des blessures ou entravé les tentatives de syndicalisation.
Pourtant, en 2022, la compagnie aurait dépensé 14 millions de dollars aux États-Unis pour engager des cabinets de consultants antisyndicaux.
Le 22 janvier 2025, Amazon annonce la fermeture de ses 7 entrepôts et centres de livraison au Québec et par le fait même le licenciement de près de 2000 travailleurs.